# Milojko Spajić
Milojko Spajić (Pljevlja, 24 de septiembre de 1987) es un ingeniero financiero y político montenegrino que se desempeña como primer ministro de Montenegro desde octubre de 2023, anteriormente fue Ministro de Finanzas y Bienestar Social de 2020 a 2022 durante el gabinete de Zdravko Krivokapić.

## Temprana edad y educación
Spajić nació en 1987 en el seno de una familia serbia en Pljevlja, que entonces formaba parte de la República Federativa Socialista de Yugoslavia. Se graduó del Gimnasio de Pljevlja como uno de los mejores estudiantes y continuó su educación en la Universidad de Osaka en Japón, donde estudió ecometría en japonés como becario del Gobierno de Japón. Como parte del intercambio, también estudió en la Universidad Tsinghua. Obtuvo su maestría, también como becario, en Francia en la escuela de negocios Escuela de Estudios Superiores de Comercio en París.
Después de la escuela, trabajó en los Estados Unidos en Wall Street, en París y Tokio. Antes de regresar a Montenegro, también trabajó para Goldman Sachs, un grupo bancario mundial que se ocupa de la banca de inversión, el comercio de valores y otros servicios financieros, principalmente con clientes institucionales. También ha sido socio del Venture Capital Fund en Singapur durante los últimos cuatro años.

## Carrera política
Spajić era un político independiente y durante las elecciones parlamentarias de 2020 fue miembro del equipo de expertos de Zdravko Krivokapić. Spajic afirmó que hubo varias razones para su regreso a Montenegro, pero que la principal fue la aprobación de la controvertida Ley de Libertad de Religión y que la ley muestra cuántos problemas se han acumulado en el sistema montenegrino. Agregó que hasta que la situación mejore, no se "mudará" de Montenegro y que ningún inversionista creerá en un estado donde una institución como la Iglesia Ortodoxa Serbia, que existe desde hace ocho siglos y en la que confían la mayoría de los ciudadanos montenegrinos, está recibiendo sus bienes confiscados por el gobierno. Durante la crisis religiosa, participó en el cabildeo en los Estados Unidos por los intereses de la Iglesia ortodoxa serbia y los serbios de Montenegro.
Spajić fue nominado para Ministro de Finanzas y Bienestar Social el 5 de noviembre de 2020. Tras una crisis parlamentaria, el primer ministro Krivokapić anunció que había presentado una iniciativa al Parlamento de Montenegro para destituir al vice primer ministro Dritan Abazović y propuso que Spajić lo reemplazara como vice primer ministro.
En 2022, cofundó con Jakov Milatović un movimiento político europeísta llamado ¡Europa Ahora! (PES).